# Winifred Wagner

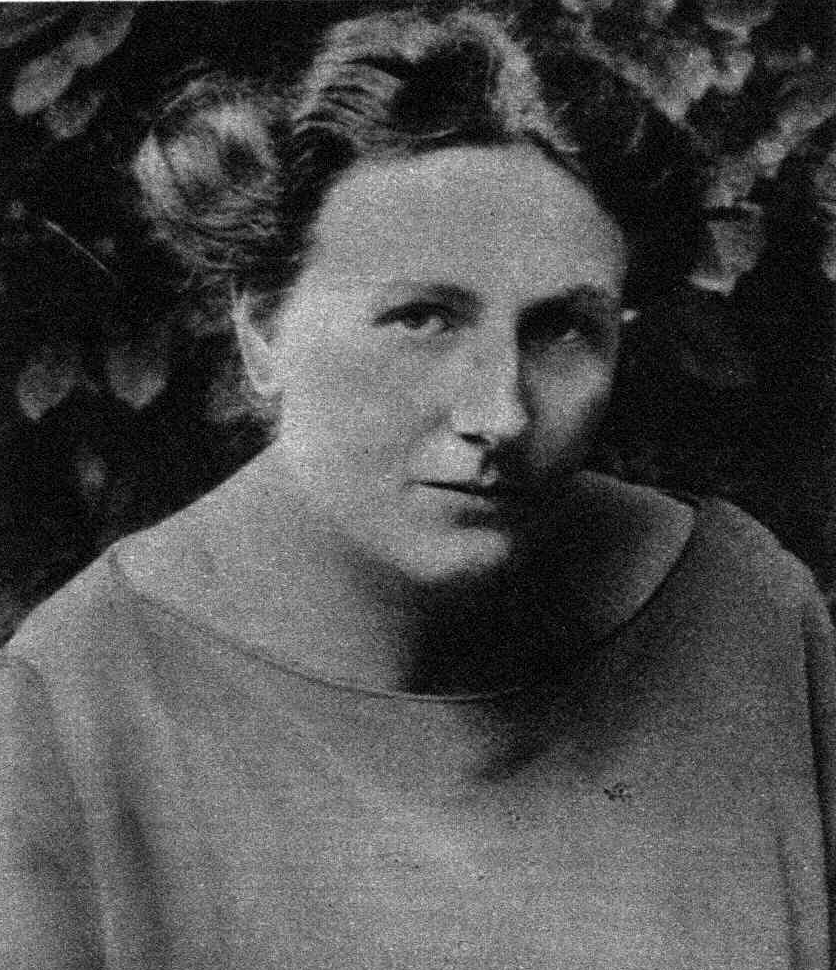
Winifred in 1931, een jaar na Siegfried Wagners dood

Winifred Wagner (Hastings, 23 juni 1897 - Überlingen, 5 maart 1980) was de schoondochter van Richard Wagner en leidde na het overlijden van haar echtgenoot Siegfried Wagner de Bayreuther Festspiele.

## Leven
Winifred werd als Winifred Williams in Engeland geboren. Na de vroege dood van haar ouders werd ze door het echtpaar Klindworth geadopteerd. Haar pleegvader Karl Klindworth, die zelf pianist was en een groot liefhebber van de muziek van Wagner, bracht haar in contact met de familie Wagner. In 1915 trouwde ze met de 28 jaar oudere Siegfried Wagner. Ze kregen vier kinderen: Wieland, Friedelind, Wolfgang en Verena.
Na de dood van Siegfried in 1930 nam Winifred de leiding van de Bayreuther Festspiele over. Als artistiek leider fungeerde Heinz Tietjen, de intendant van de Staatsoper Unter den Linden in Berlijn. Hoewel Winifred de Festspiele tijdens de Tweede Wereldoorlog wilde afgelasten (zoals dat ook in de Eerste Wereldoorlog was gebeurd), gebood Adolf Hitler dat zij voortgezet zouden worden, hetgeen tot 1944 lukte.
Vanwege haar nauwe betrekkingen met het nationaalsocialisme duurde het tot 1951 voordat de Bayreuther Festspiele weer plaats konden vinden. Winifred moest beloven zelf geen actieve rol meer te spelen. Voortaan zouden haar zoons Wieland en Wolfgang de scepter zwaaien.
In 1975 gaf Winifred Wagner een filminterview. Daarin legde ze nog steeds een grote, kritiekloze bewondering voor Hitler aan de dag.